# 행복의 계단 (1987년 드라마)
《행복의 계단》은 1987년 9월 6일에 MBC TV에서 방영된 베스트셀러극장이다.

## 줄거리
정환(한인수)과 선영(김연자)은 갓 결혼한 신혼부부로, 배를 타고 신혼여행을 떠난다. 정환과 선영은 여행 중 배 안에서 음대생 은경(김용선)을 만나는데 은경은 부유한 사업가(박규채)의 외동딸로 졸업을 앞두고 졸업여행 중이었다. 그런데 갑자기 폭풍우가 몰아쳐 배가 좌초되면서 수많은 인명피해가 발생하는데, 실종자 중에는 선영도 포함되어 있었다. 다행히 은경은 정환에 의해 구출되었고, 선영이 죽었다고 생각한 정환은 은경과 결혼, 가정을 꾸리고 딸 하나를 둔다. 그 뒤 정환은 출장길에 선영을 보고 큰 충격을 받는데...

## 출연
- 한인수
- 김용선
- 김연자
- 전유진
- 이성훈
- 박규채
- 김석옥
- 나정옥
- 박영지
- 문시경
- 임미미
- 강미
- 이원재
- 오현섭
- 윤예희
- 이문주